# 安田弘
安田 弘（やすだ ひろし、1933年（昭和8年）3月8日 - 2023年（令和5年）7月31日）は、日本の実業家、学校法人理事長。ジャーディン・マセソン（ジャパン）取締役。安田不動産顧問。学校法人安田学園教育会（安田学園中学校・高等学校）理事長。JPモルガン・アセット・マネジメント取締役相談役。マンダリン・オリエンタル東京取締役上席相談役。セコム監査役などを務めた。
安田財閥創始者である安田善次郎の曾孫。

## 来歴・人物
安田一の長男として東京に生まれる。
学習院大学経済学部卒業後、ボストン大学に留学。旧安田財閥系の沖電気工業に入社。
1979年（昭和54年）1月、ジャーディン・マセソンアンド カンパニー（ジャパン）リミテッド取締役に選任され、1986年2月社長、1989年4月会長に就く。
1991年（平成3年）安田商工教育会（現・安田学園教育会）理事長に就任し、曽祖父が開設した学園の改革に挑み、商工業の実業科を併設した男子校を男女共学にし、普通科だけの進学校とした。
1993年（平成5年）6月、安田不動産顧問に就任。
1999年（平成11年）1月、日本ジャーディン・フレミング・グループ代表就任。翌年1月、同社がJPモルガン・チェースに買収されると、商号を改めたJPモルガン・フレミング・アセット・マネジメント・ジャパン会長となり、2002年1月、取締役相談役に退く。
2003年（平成15年）6月、セコム監査役に就任。
2004年（平成16年）9月、ジャーディン・マセソン系企業で、日本橋三井タワー上層部に開業を控えるマンダリン・オリエンタル東京代表取締役に就任し、2006年3月、取締役相談役に退く。2009年11月には、ジャーディン・マセソンのOB、OG等約100人が日本のジャーディン創立150周年と横浜開港150周年を記念する祝賀会が催され、それに出席した。
2023年7月31日、老衰で死去。90歳没。10月25日、パレスホテル東京で開かれたお別れの会には約750人が参列。故人を偲んだ。

## 著述
- 「幕末のジャーディン」『証券アナリストジャーナル』、東京証券アナリスト協会、1999年11月、57-59頁。

共著
- 「外国とリンクして作動する資本主義のシステムの構築を！」『セールスマネジャー』、ダイヤモンド社、1999年1月、27-31頁。

## 親族
- 麻生太郎（第92代内閣総理大臣） - はとこ（やんちゃ坊主だった麻生少年を叱っていたという[4]）
- オノ・ヨーコ（前衛芸術家・音楽家、ジョン・レノンの妻） - はとこ（オノの母方の曽祖父が安田善次郎）